# Oldřich Rulc
Oldřich Rulc (né le 28 mars 1911 à Strašnice en Autriche-Hongrie, aujourd'hui en République tchèque et mort le 4 avril 1969) était un joueur de football tchécoslovaque, qui jouait au poste d'attaquant.

## Biographie
Né à Strašnice, il part avec sa famille vivre à Prague en 1922.
Il commence par jouer durant sa carrière dans le grand tchèque du Sparta Prague jusqu'en 1930, pour partir ensuite au SK Židenice (équipe de Division II qui atteint l'élite en 1933) entre 1930 et 1948.
Il joue en tout 17 matchs et inscrit deux buts avec l'équipe de Tchécoslovaquie.
Il est en concurrence avec l'autre attaquant tchèque Antonín Puč pour disputer la coupe du monde 1934 en Italie, mais c'est ce dernier qui est finalement retenu.
Il participe pourtant quatre ans plus tard à la coupe du monde 1938 en France, où son équipe parvient jusqu'en quarts-de-finale.